# Parque nacional Kosterhavet
El parque nacional Kosterhavet es el primer parque marino nacional de Suecia, fue inaugurado en septiembre del 2009. Es parte del mar Skagerrak y se encuentra ubicado en los municipios de Strömstad y Tanum en Bohuslän, condado de Västra Götaland, Suecia. El parque consiste del mar y las costas alrededor de las islas Koster, excluyendo la superficie de las islas. Por el norte, linda con el parque marino  noruego de Ytre Hvaler.
El parque nacional Kosterhavet aloja la mayor colonia de focas de Suecia.

## Naturaleza
El medio ambiente del parque es único en su tipo en aguas suecas. Se han identificado más de 6,000 especies marinas, unas 200 de ellas no habitan en otros sitios de Suecia. El fiordo Koster posee una profundidad de 200 m con una temperatura del mar baja que oscila entre 5 y 7 °C, y un nivel de salinidad elevado del 35%. Larvas de braquiopodos, esponjas y corales son arrastrados por las corrientes desde el Atlántico hasta el fiordo. Aves marinas raras tales como charránes árticos y skúas, junto con una gran población de focas moteadas poseen su hábitat aquí. El solla, bacalao y trucha de mar se reproducen en las aguas menos profundas en cercanías de la costa.
Se permite pesca profesional aunque bajo una serie de regulaciones especiales. En las aguas del parque se realiza pesca de camarón boreal y cigala. La pesca no se encuentra bajo protección ambiental, y en cambio se encuentra regulada por leyes de pesca y un acuerdo establecido en el año 2000.